# Župnija Volče

Župnija Volče je rimskokatoliška teritorialna župnija dekanije Tolmin v škofiji Koper.

## Sakralni objekti
- - župnijska cerkev
- - podružnica
- - podružnica